# Бедная маленькая богачка: История жизни Барбары Хаттон
«Бедная маленькая богачка: История жизни Барбары Хаттон» (англ. Poor Little Rich Girl: The Barbara Hutton Story — телевизионный художественный фильм, биографическая мелодрама. Другой вариант перевода названия — «Бедная маленькая богатая девочка». Фильм основан на реальных событиях.
Снят фильм на основе произведения С. Дэвида Хейманна. Фильм выходил в двух вариантах — как телефильм и как мини-сериал. Он завоевал несколько наград в том числе и Золотой глобус.

## Сюжет
В фильме показана история жизни Барбары Хаттон (англ. Barbara Hutton). Она была одной из самых богатых американских женщин, но никогда не была счастлива. В фильме показана трагическая жизнь этой женщины начиная с раннего детства и заканчивая смертью.
Барбара потеряла свою маму в 6 лет, её мать покончила жизнь самоубийством. Когда Барбаре исполнился 21 год, умер её дедушка, мультимиллионер. В итоге Барбара унаследовала гигантскую торговую империю «Вулворт», состояние молодой девушки составило порядка одного миллиарда долларов.
Став богатой, Барбара приобщается к светской жизни. Она семь раз выходит замуж в том числе и за известного актёра Кэри Гранта. Но ни в одном браке Барбара не была счастлива — всех её мужей и поклонников интересовали не она сама, а её деньги.

## В ролях
- Фэрра Фосетт — Барбара Хаттон
- Дэвид Экройд — Грэм Мэттисон
- Стефан Одран — Паулина де ля Рошель
- Амадеус Огэст — граф фон Хаугвитц-Ревентлоу
- Николас Клэй — принц Алексис Мдивани
- Брюс Дэвисон — Джимми Донахью
- Кармен Дю Сотой — Русси
- Саша Хен — барон Готтфрид фон Крамм
- Берл Айвз — Фрэнк В. Уоллворт
- Джеймс Рид — Кэри Грант
- Майкл Дж. Шэннон
- Джэна Шелден
- Файруза Балк
- Ториа Фуллер
- Матильда Йоханссон
- Пэтришиа Норткотт
- Энн Фрэнсис — Марджори Пост Хаттон
- Кевин Мак Карти
- Тони Пек
- Зои Уэнамэйкер
- Клайв Эрриндел
- Линден Эшби
- Дебби Баркер
- Бренда Блетин
- Найджел Де Вэйллэнт
- Мириам Марголис
- Кэролин-Сеймур
- Трэйси Брукс Своуп

## Съёмочная группа
- Произведение: С. Дэвид Хейманн
- Автор сценария: Деннис Тернер
- Режиссёр: Чарлз Джэрротт
- Операторы: Алан Хьюм и Джон Лайндли
- Монтаж: Билл Бланден
- Продюсер: Ник Гиллотт
- Исполнительный продюсер: Лестер Перски
- Помощник продюсера: Томлиссон Дин
- Композитор: Ричард Родни Беннетт
- Художники: Айлин Дисс и Брайан Раймэн
- Костюмы: Джейн Робинсон